# Лудвигсхафен
Лудвигсхафен на Рейн (на немски: Ludwigshafen am Rhein), известен само като Лудвигсхафен, е град във федералната провинция Рейнланд-Пфалц, Югозападна Германия.

## География
Разположен е на река Рейн в Горнорейнската долина, срещу мястото на вливане на р. Некар в Рейн. Климатът е мек, районът е сред най-топлите в Германия. Намира се на западния бряг на река Рейн, срещу гр. Манхайм (провинция Баден-Вюртемберг).
Втори по население (след Майнц) в провинция Рейнланд-Пфалц и в новообразувания Метрополен регион Рейн-Некар, в чиято централна част се намира.
Площта на Лудвигсхафен е 77,68 км², населението към 31 декември 2012 г. – 160 179 жители, а гъстотата на населението – 2062 д/км².

## История
Плодородната долина на р. Рейн е била заселена още в древността. На мястото на един от кврталите на града, Рейнгьонхайм, през античността е съществувало укрепеното селище Руфиниана.
Историята на Лудвигсхафен като град започва едва през 19 век, когато кралете на Бавария толерират развитието на пристанището и селището около него. През 1859 г., кралят на Бавария Максимилиян II обявява Лудвигсхафен за град.
Благодарение на бързото разрастване на химическата и други индустрии, през последните десетилетия на XIX век и в началото на XX век Лудвигсхафен преживява особено динамично развитие, като населението му се увеличава многократно и през 1925 г. достига 100 000 жители.
През Втората световна война е разрушен, заради икономическото си и стратегическо значение, почти до основи при многократни бомбардировки на съюзниците.

## Икономика
Градът е център на химическата индустрия. Седалище е на концерна BASF – най-голямата химическа компания в Европа, в който са заети около 32 600 работници и служители. Други по-големи химически предприятия са Abbott и Raschig.
Обслужва се от най-голямото речно пристанище в провинция Рейнланд-Пфалц.

## Култура
Като млад, индустриален град Лудвигсхафен има сравнително обозрима културна сцена. По-известни културни забележителности в града са:
- музеят за съвременно изкуство Вилхелм-Хак (абстрактно-геометрично изкуство, експресионизъм, поп-арт и др.)
- Център Ернст Блох
- градският „Театър в Пфалцбау“
- Държавният филхармоничен оркестър Рейнланд-Пфалц
- Градският музей
- Художественото дружеството Лудвигсхафен
- Дружеството за изкуство в градската болница Лудвигсхафен

и др.

## Религия
На 28 ноември 2007 г. в Лудвигсхафен официално е осветена първата православна църква в града: „Св. Богородица“. Намира се в бивш католически храм, който при освещаването е тържествено преотстъпен на наброяващата около 3000 гръцка православна общност в града.

## Образование
2 висши училища:
- Икономически университет по приложните науки (с институт за Източна Азия)
- Протестантски университет по приложните науки

## Личности
Родени в Лудвигсхафен
- Ернст Блох, философ (1885 – 1977)
- Курт Биденкопф, политик (р. 28 януари 1930 г.)
- Хелмут Кол, политик, канцлер на Германия (03.04.1930 – 16.06.2017)
- Манфред Калц, футболист (р. 1953 г.)

Починали в Лудвигсхафен
- Хелмут Кол, политик, канцлер на Германия (03.04.1930 – 16.06.2017)

## Побратимени градове
- Антверпен, Белгия от 1998 г.
- Десау, Германия
- Лориан, Франция
- Пасадена, САЩ
- Сумгаит, Азербайджан